# Стилиян Богданов
Вижте пояснителната страница за други личности с името Богданов.
Стилиян Михайлов Богданов е футболист, централен полузащитник. Играл е за Ком Берковица, Вихър Бързия, Янтра Габрово, Пъстрина 2012 (Монтана).

## Биография
Роден е на 1 ноември 1983 г. в Берковица. Висок е 1,88, тежи 85 кг. 
Дебютира на 17 години в мъжкия отбор на Ком Берковица.
В „A“ окръжна група е изиграл 286 мача и е вкарал 15 гола. Във „В“ аматъорска футболна група има изиграни 88 мача и е вкарал 1 гол. В „Б“ професионална футболна група има 11 мача.